# Attila Tassi
Attila Tassi (Budapest, 14 giugno 1999) è un pilota automobilistico ungherese.
Nel 2021 compete nella Coppa del mondo turismo come pilota ufficiale della Honda.